# Triste Sire
Triste Sire est un groupe de rock alternatif à l'esthétique glam rock et gothique français, originaire de Lyon, en Rhône-Alpes. Formé en 1999, le groupe est mené par un chanteur à l'allure androgyne et à la voix de contre-ténor.

## Biographie

### Débuts (1999–2006)
Mike et Johannès se connaissent depuis leur adolescence et se côtoient par l'intermédiaire de leur groupe respectif. C'est à Lyon, en 1999, qu'ils font la connaissance de Niko Gamet et créent le groupe Triste Sire. En avril 2000, Niko (du groupe Mok) quitte le groupe pour se consacrer à d'autres projets musicaux. Il est remplacé par Bertrand Chavanelle en 2002.
En 2003, signé sous le label Ariok Records, le trio enregistre un premier Maxi intitulé Allons, enfants...  Le premier titre éponyme, Allons, enfants..., est un titre punk reprenant une partie de La Marseillaise et composé à la suite d'un discours politique très controversé de Nicolas Sarkozy. Le second titre est La Gnossienne n°1, reprise du compositeur français Erik Satie. Le groupe commence alors à jouer lors d'événements engagés (Anti G8, Sidaction, le RAM...) et lors de premières parties d'artistes de renom : The Cure, De La Soul, The Rapture, Big Soul... De cette époque naît une longue collaboration entre Triste Sire et ses deux techniciens : Stéphane Terris au son et Greg Wronski à la lumière.

### Attache-moi(2007–2009)
En 2007, le trio se produit en tant que Découverte du Printemps de Bourges. Jacques Higelin, programmé lors de cette édition 2007, demandera à rencontrer ce groupe au visuel prononcé et atypqiue.
C'est le 29 février 2008 que sort le premier album Attache-moi. De peur d'effrayer le public et jugé « anti-commercial », le distributeur refuse de voir figurer le titre Sodome, Gomorrhe et Babylone en introduction de l'album. Il sera relégué en huitième position dans l'ordre d'écoute. Cette même année, le groupe commence sa collaboration avec le photographe français Andy Julia pour la réalisation des photographies de presse et de pochettes d'album. Andy Julia participe également à la direction artistique du clip Rue de ses désirs, premier titre à être mis en scène pour leurs clips vidéo. Le court-métrage est réalisé par Julien Coquet. Sous le nom de Bi Sex Style Tour, le groupe part en tournée. Bertrand décide alors de quitter le groupe pour raisons familiales. Il est remplacé par Rudy (du groupe Cult of Occult) pour enchaîner les dates dans toute la France, la Suisse et le Luxembourg.
En 2009, le trio enregistre son deuxième album et prépare en parallèle le clip Les Sirènes produit par Greg Wronski et réalisé par Adrien Chapuis (du groupe Grands Boulevards). Ce sera le départ d'une longue collaboration artistique et musicale entre le leader du groupe et Adrien Chapuis.

### Le Prince Illusion(depuis 2010)
L'album Le Prince Illusion sort en janvier 2010. Le groupe explore de nouvelles sonorités avec l'utilisation de clavecins et des orchestrations pour contrebasses et violoncelles. On retrouve sur cet album la chanteuse française RoBERT, invitée à chanter en duo sur le titre Vampiria. Pour promouvoir sa sortie, Triste Sire ouvre sa Tournée des illusions avec une date à l'Olympia, le 31 janvier 2010 à Paris, en première partie du groupe français Ange.
En octobre 2010, le groupe sort un second clip, Comme un crash, produit et réalisé par Adrien Chapuis.

## Membres

### Membres actuels
- Johannès (Daniel Armand) - chant, basse, piano, programmation
- Michael Desoutter (Mike Guns) - guitare, piano, programmation
- Rudy - batterie, programmation (depuis 2008)

### Membres invités
- Johannès (Daniel Armand) apparaît depuis 2016 en tant que bassiste aux côtés des groupes Sylvaine et Herrschaft. Il est membre du groupe Grands Boulevards depuis 2014[18]
- Rudy (membre du groupe Cult of Occult[13] )
- Mike collabore (avec le groupe de rock festif Fat Bastard Gang Band

### Accompagnement
- Stéphane Terris - ingénieur son
- Greg Wronski - ingénieur lumière

### Anciens membres
- Nicolas Gamet (Niko) - batterie (2001-2002)
- Bertrand Chavanelle - batterie (2002-2008)
- Maxens de faubourg - batterie, guitare, basse, piano (2006-2010)

## Discographie

### Singles et clips
- 2008 : Rue de ses désirs
- 2009 : Les Sirènes
- 2010 : Le Poison doux
- 2010 : Les Amants tristes
- 2010 : Comme un crash